# Греческая статистическая служба
Гре́ческая статисти́ческая слу́жба (греч. Ελληνική Στατιστική Αρχή) — генеральный секретариат, подчиненный Министерству финансов Греции.

## Общая информация
Греческая статистическая служба собирает и обрабатывает данные, касающиеся главным образом демографии, занятости населения и безработицы, а также статистических данных, касающихся сферы здравоохранения, социального страхования, образования и т. д.
Главный заказчик Службы — Греческое государство, среди других — Европейский союз, международные организации (ООН, ЮНЕСКО, Организация экономического сотрудничества и развития), отдельные исследовательские институты, ученые, предприниматели и т. д.